# A New Career in a New Town (1977-1982)
A New Career in a New Town (1977-1982) es el tercer álbum recopilatorio de David Bowie, siguiendo a Five Years (1969–1973) y Who I Can Be Now? (1974-1976). También es el tercer recopilatorio póstumo del artista. Se trata de un box-set con la discografía remasterizada de Bowie que abarca su "etapa alemana" o también conocida célebremente como Trilogía de Berlínː Low y “Heroes” de 1977, y Lodger, de 1979. También incluye la remasterización de Scary Monsters de 1982, el álbum en vivo Stage de 1978, y la tercera recopilación de la serie ReːCall.

## Lista de canciones
Todas las canciones escritas por David Bowie, excepto donde se anoteː

### Low(2017 remaster)
| Side 1 |                                   |          |  |
| N.º    | Título                            | Duración |  |
| 1.     | «Speed of Life»                   | 2:47     |  |
| 2.     | «Breaking Glass»                  | 1:52     |  |
| 3.     | «What in the World»               | 2:24     |  |
| 4.     | «Sound and Vision»                | 3:03     |  |
| 5.     | «Always Crashing in the Same Car» | 3:35     |  |
| 6.     | «Be My Wife»                      | 2:56     |  |
| 7.     | «A New Career in a New Town»      | 2:55     |  |

| Side 2 |                 |          |  |
| N.º    | Título          | Duración |  |
| 8.     | «Warszawa»      | 6:27     |  |
| 9.     | «Art Decade»    | 3:48     |  |
| 10.    | «Weeping Wall»  | 3:29     |  |
| 11.    | «Subterraneans» | 5:43     |  |

### “Heroes”(2017 remaster)
| Side 1 |                          |          |  |
| N.º    | Título                   | Duración |  |
| 1.     | «Beauty and the Beast»   | 3:36     |  |
| 2.     | «Joe the Lion»           | 3:08     |  |
| 3.     | «“Heroes”»               | 6:11     |  |
| 4.     | «Sons of the Silent Age» | 3:20     |  |
| 5.     | «Blackout»               | 3:49     |  |

| Side 2 |                             |          |  |
| N.º    | Título                      | Duración |  |
| 6.     | «V-2 Schneider»             | 3:11     |  |
| 7.     | «Sense of Doubt»            | 3:59     |  |
| 8.     | «Moss Garden»               | 5:05     |  |
| 9.     | «Neuköln»                   | 4:34     |  |
| 10.    | «The Secret Life of Arabia» | 3:46     |  |

### “Heroes”EP
| Side 1 |                                                        |          |  |
| N.º    | Título                                                 | Duración |  |
| 1.     | «“Heroes”" / ""Helden"» (English/German album version) | 6:07     |  |
| 2.     | «"Helden"» (German single version)                     | 3:38     |  |

| Side 2 |                                                       |          |  |
| N.º    | Título                                                | Duración |  |
| 3.     | «“Heroes”" / ""Héros"» (English/French album version) | 6:05     |  |
| 4.     | «"Héros"» (French single version)                     | 3:33     |  |

### Stage(original version) (2017 remaster)
| Side 1 |                       |          |  |
| N.º    | Título                | Duración |  |
| 1.     | «Hang On to Yourself» | 3:25     |  |
| 2.     | «Ziggy Stardust»      | 3:33     |  |
| 3.     | «Five Years»          | 3:57     |  |
| 4.     | «Soul Love»           | 2:56     |  |
| 5.     | «Star»                | 2:34     |  |

| Side 2 |                      |          |  |
| N.º    | Título               | Duración |  |
| 6.     | «Station to Station» | 8:51     |  |
| 7.     | «Fame»               | 4:08     |  |
| 8.     | «TVC 15»             | 4:38     |  |

| Side 3 |                  |          |  |
| N.º    | Título           | Duración |  |
| 9.     | «Warszawa»       | 6:53     |  |
| 10.    | «Speed of Life»  | 2:44     |  |
| 11.    | «Art Decade»     | 3:10     |  |
| 12.    | «Sense of Doubt» | 3:12     |  |
| 13.    | «Breaking Glass» | 3:30     |  |

| Side 4 |                        |          |  |
| N.º    | Título                 | Duración |  |
| 14.    | «“Heroes”»             | 6:20     |  |
| 15.    | «What in the World»    | 4:25     |  |
| 16.    | «Blackout»             | 4:03     |  |
| 17.    | «Beauty and the Beast» | 5:11     |  |

### Stage(2017 version)
| Side 1 |                     |          |  |
| N.º    | Título              | Duración |  |
| 1.     | «Warszawa»          | 6:53     |  |
| 2.     | «“Heroes”»          | 6:19     |  |
| 3.     | «What in the World» | 4:25     |  |

| Side 2 |                            |          |  |
| N.º    | Título                     | Duración |  |
| 4.     | «Be My Wife»               | 2:49     |  |
| 5.     | «The Jean Genie» (Inédito) | 6:17     |  |
| 6.     | «Blackout»                 | 4:00     |  |
| 7.     | «Sense of Doubt»           | 3:07     |  |

| Side 3 |                        |          |  |
| N.º    | Título                 | Duración |  |
| 8.     | «Speed of Life»        | 2:40     |  |
| 9.     | «Breaking Glass»       | 3:22     |  |
| 10.    | «Beauty and the Beast» | 5:06     |  |
| 11.    | «Fame»                 | 4:13     |  |

| Side 4 |                              |          |  |
| N.º    | Título                       | Duración |  |
| 12.    | «Five Years»                 | 3:57     |  |
| 13.    | «Soul Love»                  | 2:56     |  |
| 14.    | «Star»                       | 2:28     |  |
| 15.    | «Hang On to Yourself»        | 3:22     |  |
| 16.    | «Ziggy Stardust»             | 3:30     |  |
| 17.    | «Suffragette City» (Inédito) | 3:58     |  |

| Side 5 |                      |          |  |
| N.º    | Título               | Duración |  |
| 18.    | «Art Decade»         | 3:01     |  |
| 19.    | «Alabama Song»       | 3:55     |  |
| 20.    | «Station to Station» | 8:43     |  |

| Side 6 |          |          |  |
| N.º    | Título   | Duración |  |
| 21.    | «Stay»   | 7:21     |  |
| 22.    | «TVC 15» | 4:36     |  |

### Lodger(2017 remaster)
| Side 1 |                                      |          |  |
| N.º    | Título                               | Duración |  |
| 1.     | «Fantastic Voyage»                   | 2:55     |  |
| 2.     | «African Night Flight»               | 2:56     |  |
| 3.     | «Move On»                            | 3:20     |  |
| 4.     | «Yassassin» (Turkish for: Long Live) | 4:13     |  |
| 5.     | «Red Sails»                          | 3:45     |  |

| Side 2 |                      |          |  |
| N.º    | Título               | Duración |  |
| 6.     | «DJ»                 | 4:01     |  |
| 7.     | «Look Back in Anger» | 3:08     |  |
| 8.     | «Boys Keep Swinging» | 3:18     |  |
| 9.     | «Repetition»         | 3:00     |  |
| 10.    | «Red Money»          | 4:19     |  |

### Lodger(Tony Visconti 2017 mix)
Lado 1
| Side 1 |                                      |          |  |
| N.º    | Título                               | Duración |  |
| 1.     | «Fantastic Voyage»                   | 2:53     |  |
| 2.     | «African Night Flight»               | 2:56     |  |
| 3.     | «Move On»                            | 3:24     |  |
| 4.     | «Yassassin» (Turkish for: Long Live) | 4:13     |  |
| 5.     | «Red Sails»                          | 3:46     |  |

Lado 2
| Side 2 |                      |          |  |
| N.º    | Título               | Duración |  |
| 6.     | «DJ»                 | 3:59     |  |
| 7.     | «Look Back in Anger» | 3:09     |  |
| 8.     | «Boys Keep Swinging» | 3:22     |  |
| 9.     | «Repetition»         | 3:01     |  |
| 10.    | «Red Money»          | 4:18     |  |

### Scary Monsters (And Super Creeps)(2017 remaster)
Lado 1
| Side 1 |                                     |          |  |
| N.º    | Título                              | Duración |  |
| 1.     | «It's No Game (No. 1)»              | 4:17     |  |
| 2.     | «Up the Hill Backwards»             | 3:15     |  |
| 3.     | «Scary Monsters (And Super Creeps)» | 5:13     |  |
| 4.     | «Ashes to Ashes»                    | 4:26     |  |
| 5.     | «Fashion»                           | 4:50     |  |

Lado 2
| Side 2 |                        |          |  |
| N.º    | Título                 | Duración |  |
| 6.     | «Teenage Wildlife»     | 6:58     |  |
| 7.     | «Scream Like a Baby»   | 3:36     |  |
| 8.     | «Kingdom Come»         | 3:47     |  |
| 9.     | «Because You're Young» | 4:55     |  |
| 10.    | «It's No Game (No. 2)» | 4:26     |  |

### Re:Call 3(remastered tracks)
Lado 1
| Side 1 |                                              |          |  |
| N.º    | Título                                       | Duración |  |
| 1.     | «“Heroes”» (Single version)                  | 3:35     |  |
| 2.     | «Beauty and the Beast» (Extended version)    | 5:20     |  |
| 3.     | «Breaking Glass» (Australian single version) | 2:51     |  |
| 4.     | «Yassassin» (Single version)                 | 3:07     |  |
| 5.     | «DJ» (Single version)                        | 3:25     |  |

Lado 2
| Side 2 |                                                      |          |  |
| N.º    | Título                                               | Duración |  |
| 6.     | «Alabama Song»                                       | 3:53     |  |
| 7.     | «Space Oddity» (1979 version)                        | 4:52     |  |
| 8.     | «Ashes to Ashes» (Single version)                    | 3:37     |  |
| 9.     | «Fashion» (Single version)                           | 3:24     |  |
| 10.    | «Scary Monsters (And Super Creeps)» (Single version) | 3:35     |  |

Lado 3
| Side 3 |                                                                 |          |  |
| N.º    | Título                                                          | Duración |  |
| 11.    | «Crystal Japan»                                                 | 3:09     |  |
| 12.    | «Under Pressure» (Single version) (Queen and David Bowie)       | 4:08     |  |
| 13.    | «Cat People (Putting Out Fire)» (Soundtrack album version)      | 6:41     |  |
| 14.    | «Peace on Earth/Little Drummer Boy» (David Bowie & Bing Crosby) | 4:26     |  |

Lado  4ː Bertolt Brecht’s Baal
| Side 4: Bertolt Brecht’s Baal |                             |          |  |
| N.º                           | Título                      | Duración |  |
| 15.                           | «Baal’s Hymn»               | 4:04     |  |
| 16.                           | «Remembering Marie A»       | 2:09     |  |
| 17.                           | «Ballad of the Adventurers» | 2:02     |  |
| 18.                           | «The Drowned Girl»          | 2:31     |  |
| 19.                           | «The Dirty Song»            | 0:39     |  |

Edición en CD
| CD edition |                                                                 |          |  |
| N.º        | Título                                                          | Duración |  |
| 1.         | «“Heroes”» (Single version)                                     | 3:35     |  |
| 2.         | «Beauty and the Beast»                                          | 5:20     |  |
| 3.         | «Breaking Glass» (Australian single version)                    | 2:51     |  |
| 4.         | «Yassassin» (Single version)                                    | 3:07     |  |
| 5.         | «DJ» (Single version)                                           | 3:25     |  |
| 6.         | «Alabama Song»                                                  | 3:53     |  |
| 7.         | «Space Oddity» (1979 version)                                   | 4:52     |  |
| 8.         | «Ashes to Ashes» (Single version)                               | 3:37     |  |
| 9.         | «Fashion» (Single version)                                      | 3:24     |  |
| 10.        | «Scary Monsters (And Super Creeps)» (Single version)            | 3:35     |  |
| 11.        | «Crystal Japan»                                                 | 3:09     |  |
| 12.        | «Under Presure» (Single version) (Queen and David Bowie)        | 4:08     |  |
| 13.        | «Baal's Hymn»                                                   | 4:04     |  |
| 14.        | «Remembering Marie A»                                           | 2:09     |  |
| 15.        | «Ballad of the Adventurers»                                     | 2:02     |  |
| 16.        | «The Drowned Girl»                                              | 2:31     |  |
| 17.        | «The Dirty Song»                                                | 0:39     |  |
| 18.        | «Cat People (Putting Out Fire)» (Soundtrack album version)      | 6:41     |  |
| 19.        | «Peace on Earth/Little Drummer Boy» (David Bowie & Bing Crosby) | 4:26     |  |